# Митча
Митча (укр. Митча) — левый приток Сейма, протекающий по Нежинскому району (Черниговская область, Украина).

## География
Длина — около 10 км.
Русло извилистое, на протяжении почти всей длины пересыхает. В среднем течении создан каскад прудов.
Река берёт начало от двух ручьёв в урочищах Малое Озеро (восточнее села Шумин) и Козлово (юго-западнее села Митченки). Два ручья сливаются в селе Митченки. Река течёт на северо-восток. Впадает в Сейм севернее села Митченки.
Пойма частично занята лесными насаждениями.
Притоки: нет.
Населённые пункты на реке (от истока к устью) 
1. Митченки

На правом ручье-истоке создан заказник Митченковское площадью 60 га.